# Sissy (termo)
Sissy é um termo pejorativo, especialmente nos Estados Unidos, para um menino ou homem efeminado, com conotações de ser gay ou covarde.

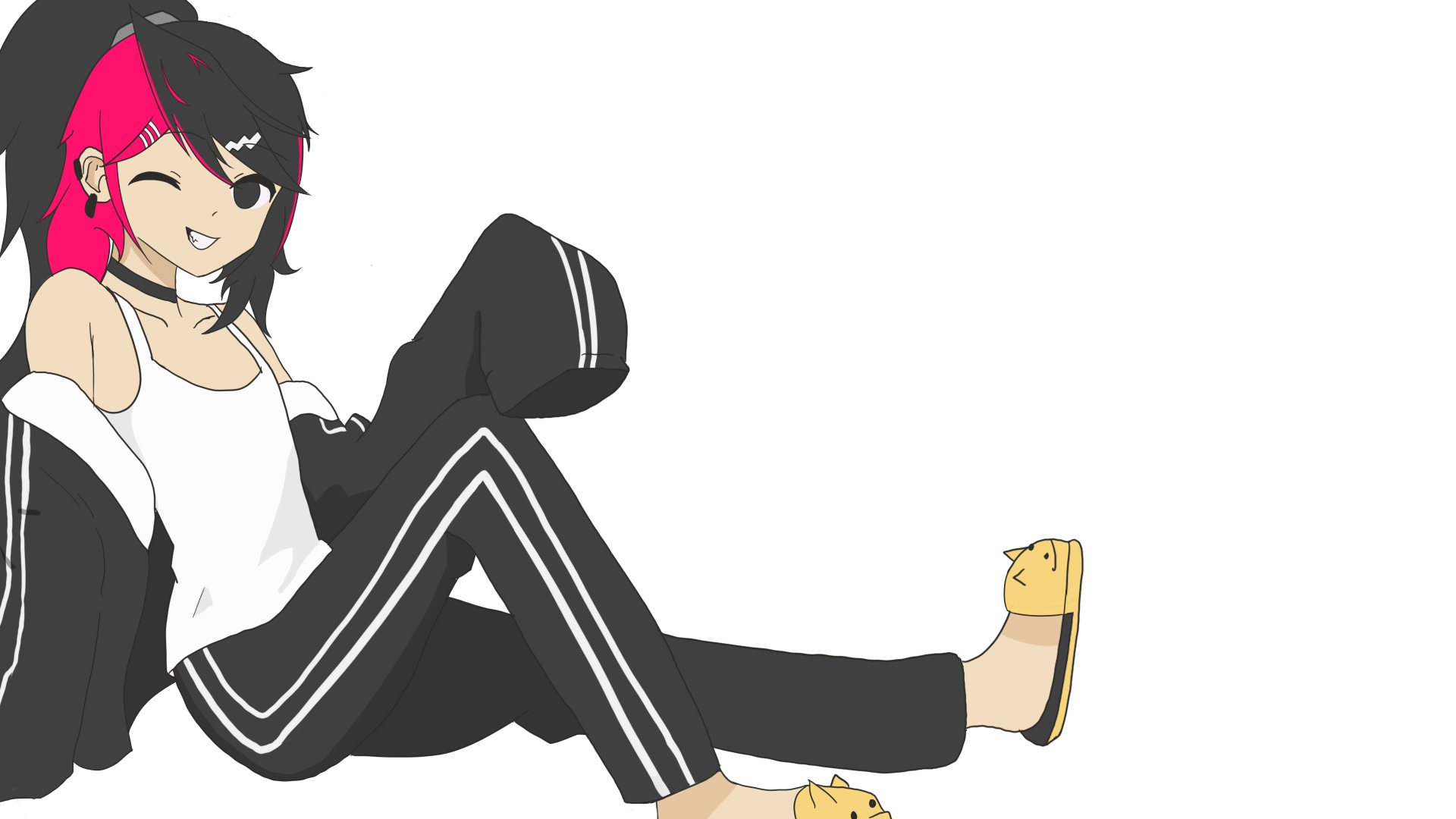
Um desenho de influenciador "Master Skye", muitas vezes associado com características femininas.

## Definição e derivações

### Sentido pejorativo
Maricas (derivado de Maria, e sissy derivado da sister), também sissy baby, menino mariquinha (sissy boy), homem mariconas, sissy pant, etc., é um termo pejorativo para um menino ou homem que não é tradicionalmente masculino e mostra possíveis sinais de fragilidade. Geralmente, marica implica falta de coragem, força, atletismo, coordenação, testosterona, libido masculina e calma estóica, que tradicionalmente têm sido associadas à masculinidade e consideradas importantes para o papel masculino na sociedade ocidental. Homens também podem ser considerados mariquinhas (sissies) ou bixa (bicha) por se interessarem por hobbies ou emprego tradicionalmente femininos (por exemplo, gostar de moda), exibir comportamento afeminado (por exemplo, usar produtos para o cabelo ou exibir pulsos frouxos), não ser atlético ou ser homossexual.
Semelhante em significado a pansy, ou nancyboy ou poofter fora dos Estados Unidos.
"Sissy" é, aproximadamente, o inverso masculino de moleca (tomboy ou maria-rapaz, uma garota com características ou interesses masculinos), mas carrega conotações negativas mais fortes. Pesquisas publicadas em 2015 sugerem que os termos são assimétricos em seu poder de estigmatizar: o maricas é quase sempre pejorativo e transmite maior gravidade, enquanto o moleca raramente causa tanta preocupação, mas também provoca pressão para se adaptar às expectativas sociais.

## História e uso
O termo maricão ou sissy tem sido historicamente usado entre crianças em idade escolar como um insulto "implacavelmente negativo", que implica imaturidade e desvio de gênero ou sexual. Foi identificado como "sexista" nas orientações emitidas pelas escolas do Reino Unido e descrito como "tão inaceitável quanto a linguagem racista e homofóbica". Os termos gênero criativo, menino cor-de-rosa e tomgirl foram sugeridos como alternativas educadas. A palavra japonesa bishōnen (literalmente "juventude bonita") e a palavra coreana kkonminam (literalmente "menino das flores") também são termos educados para um homem ou menino com atributos gentis ou femininos.
A palavra maricas em seu significado original de "irmã" entrou no inglês americano por volta de 1840-1850 e adquiriu seu significado pejorativo por volta de 1885-1890; o verbo sissify apareceu em 1900-1905. Em comparação, a palavra moleca é aproximadamente três séculos mais antiga, datada de 1545-55.